# Anthemis parnassica
Anthemis parnassica là một loài thực vật có hoa trong họ Cúc. Loài này được (Boiss. & Heldr.) R.Fernandes mô tả khoa học đầu tiên năm 1975.